# Dimitar Largov
Dimitar Largov (búlgar: Димитър Ларгов)  (Sofia, 10 de setembre de 1936 - Sofia, 26 de novembre de 2020) fou un futbolista búlgar de la dècada de 1960.
Fou 24 cops internacional amb la selecció búlgara amb la qual participà a la Copa del Món de Futbol de 1966.
Pel que fa a clubs, defensà els colors de Slavia Sofia.